# ساموئل بتونی
ساموئل بتونی (انگلیسی: Samuele Bettoni؛ زادهٔ ۲۸ نوامبر ۱۹۸۹) بازیکن فوتبال اهل ایتالیا است.
از باشگاه‌هایی که در آن بازی کرده‌است می‌توان به باشگاه فوتبال رجانا و باشگاه فوتبال فیورنتینا اشاره کرد.